# Dobra (okres Turek)
Dobra (německy Doberbühl) je město ve středním Polsku ve Velkopolském vojvodství v okrese Turek, sídlo stejnojmenné městsko-vesnické gminy. Geograficky se nachází na pravém břehu řeky Teleszyna v geomorfologickém celku Wysoczyzna Turecka patřící do nížiny Nizina Południowowielkopolska ve Velkopolském vojvodství. V roce 2024 zde žilo 5 781 obyvatel.
Ve městě se nachází kostel, zvonice, zámecký komplex, starý židovský hřbitov, nový židovský hřbitov a několik dalších památek. 

## Historie
První písemná zmínka o Dobré pochází z roku 1386 a v roce 1392 již mělo městská práva dle Magdeburského práva. Dobra leží v historické zemi Sieradzké. Po druhém dělení Polska v roce 1793, se město stalo součástí Pruského království. Od roku 1807 bylo součástí Varšavského knížectví a po Vídeňském kongresu v roce 1815 se nacházelo území Kongresového Polska. Podobně jako jiná města Polska, ztratila Dobra, po Lednovém povstání v roce 1870, na příkaz ruských úřadů svá městská práva. Po znovuzískání nezávislosti Polska získala Dobra v roce 1919 opět statut města. Během německé okupace bylo město připojeno k Německé říši. V letech 1943–1945 byla přejmenována na Doberbühl. Veškeré židovské obyvatelstvo bylo vyvražděno ve vyhlazovacích táborech, část Poláků byla vysídlena do Generálního gouvernementu (Generalgouvernement für die besetzten polnischen Gebiete, resp. Generalne Gubernatorstwo). Dobrá byla v letech 1975-1998 začleněna do dnes již neexistujícího Koninského vojvodství.

## Doprava
Město leží na státní silnici č. 83 (droga krajowa 83), která vede z města Turek do Warty a Sieradze. Leží na mezinárodní turistické trase Łowicka Droga św. Jakuba.

## Galerie

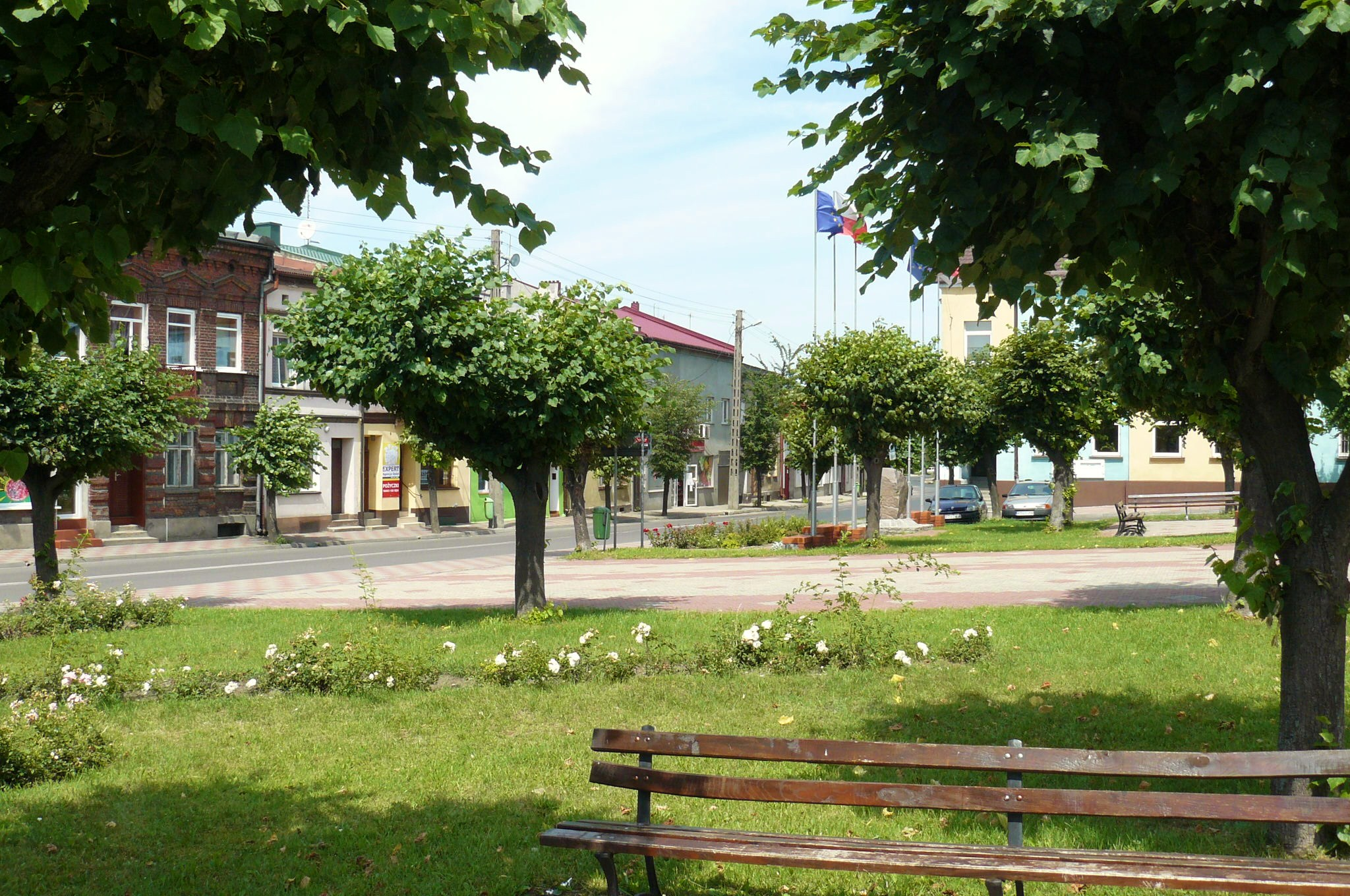
Náměstí
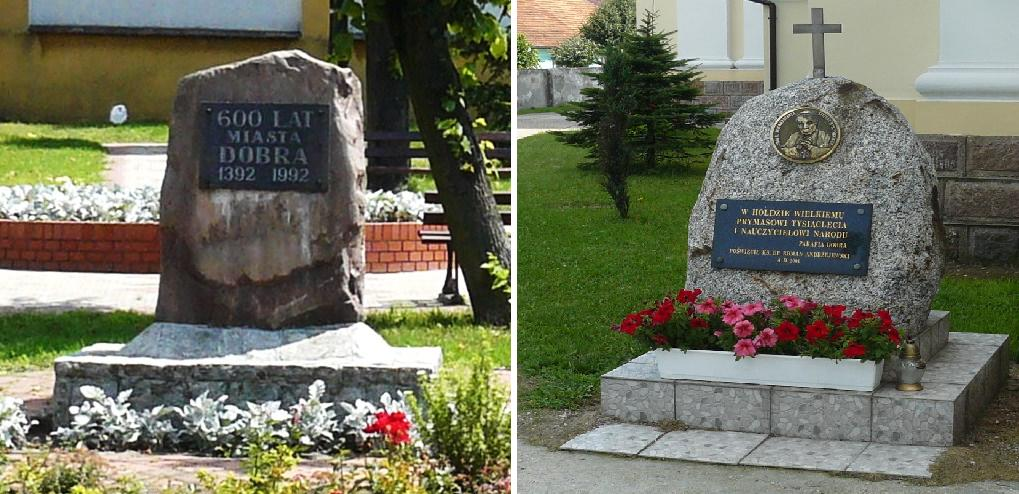
Památníky
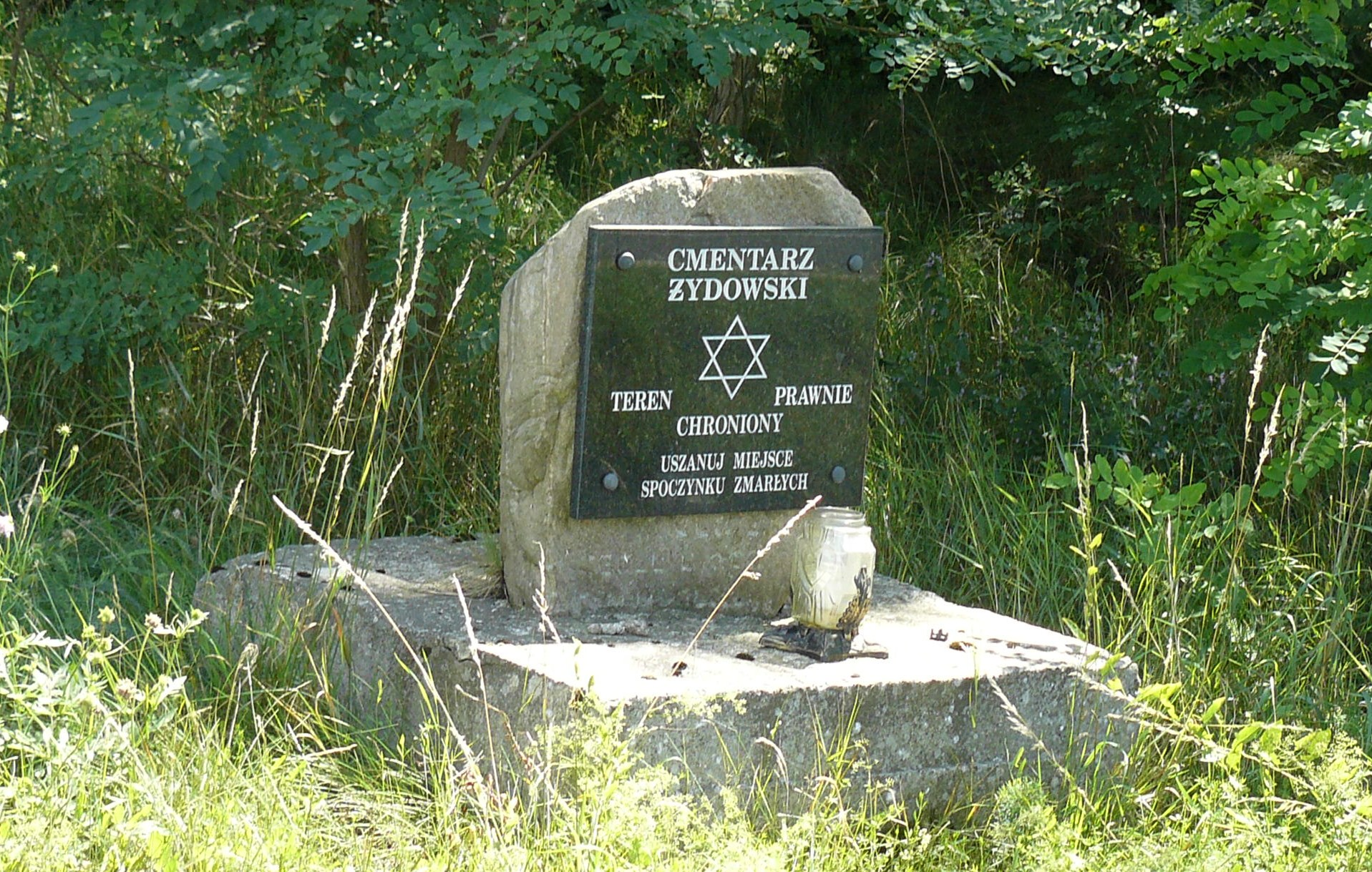
Židovský hřitov - památník
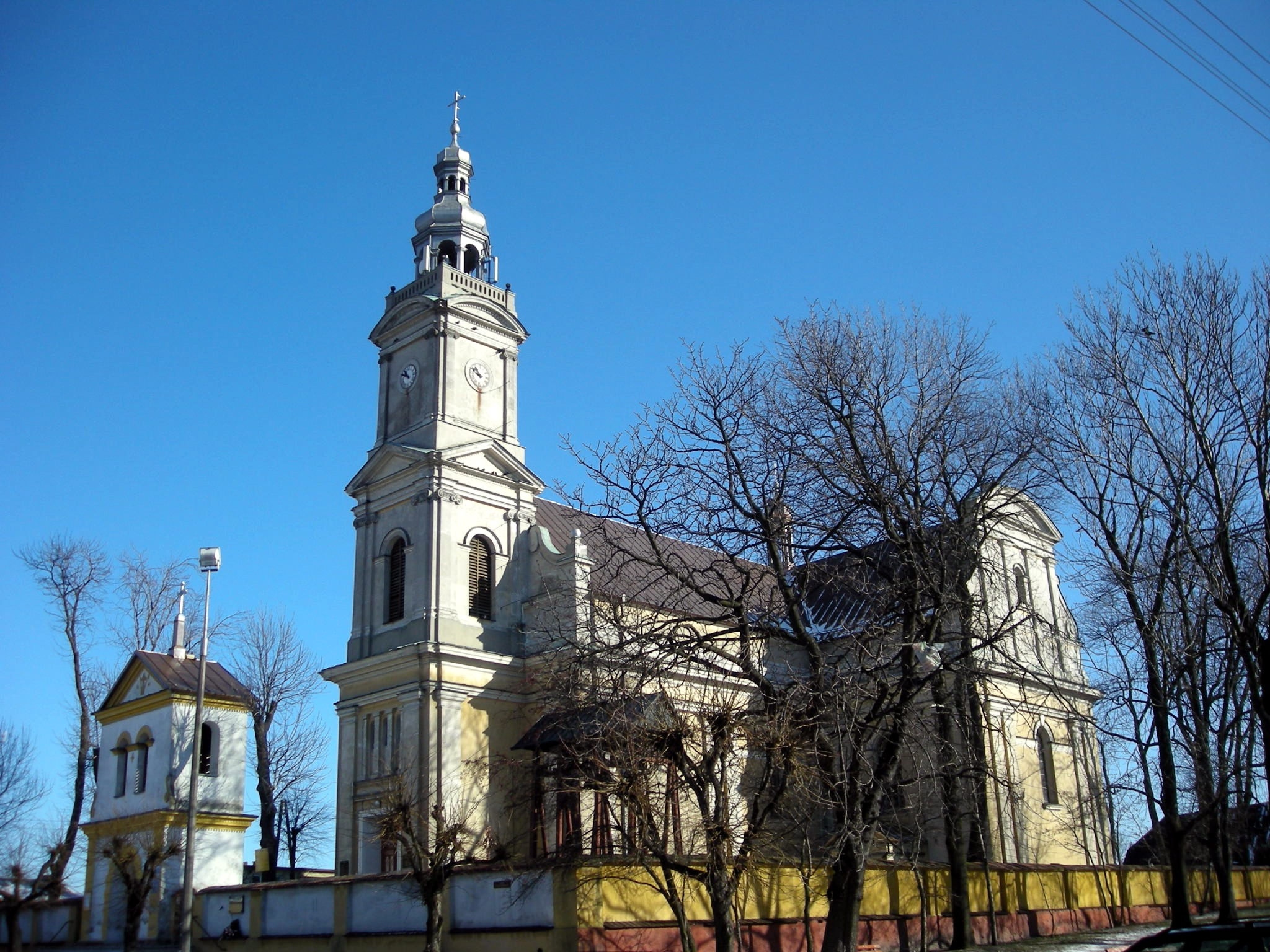
Kostel